# Ophiacantha bidentata
Ophiacantha bidentata is een slangster uit de familie Ophiacanthidae.
De wetenschappelijke naam van de soort werd in 1805 gepubliceerd door N. Bruzelius.